# Aegolius
Aegolius is een geslacht van vogels uit de familie uilen (Strigidae). Het geslacht telt vijf soorten waarvan een is uitgestorven.

## Soorten
- Aegolius acadicus – Zaaguil
- Aegolius funereus – Ruigpootuil
- Aegolius harrisii – Harris' zaaguil
- Aegolius ridgwayi – Ridgways zaaguil

### Uitgestorven
- † Aegolius gradyi – Bermudazaaguil